# 北谭庄乡
北谭庄乡，是中华人民共和国河北省石家庄市灵寿县下辖的一个乡镇级行政单位。

## 行政区划
北谭庄乡下辖以下地区：
刘库池村、山门口村、北谭庄村、南谭庄村、北文城村、南文城村、北霍营村、中霍营村、南阳沟村、北阳沟村、程家庄村和乔家庄村。